# 克洛斯特 (內布拉斯加州)
克洛斯特（英語：Closter）是位於美國內布拉斯加州布恩縣的非建制地區。

## 歷史
克洛斯特的郵局於1880年設立，其後於1917年停運。

## 地理
克洛斯特所處的海拔為高於海平面561米（即1841英呎），而該地所採用的時區為UTC-6，即北美中部时区（CST）。同時該地設有夏令時間，為UTC-6調快一小時，即UTC-5（CDT）。